# Хајавота (Ајова)
Хајавота (енгл. Hiawatha) град је у америчкој савезној држави Ајова. По попису становништва из 2010. у њему је живело 7.024 становника.

## Демографија
Према попису становништва из 2010. у граду је живело 7.024 становника, што је 544 (8,4%) становника више него 2000. године.
| Група             | 2000.         | 2010.         |
| Белци             | 6.057 (93,5%) | 6.166 (87,8%) |
| Афроамериканци    | 140 (2,2%)    | 361 (5,1%)    |
| Азијати           | 99 (1,5%)     | 158 (2,2%)    |
| Хиспаноамериканци | 86 (1,3%)     | 159 (2,3%)    |
| Укупно            | 6.480         | 7.024         |